# Parmelia neodiscordans
Parmelia neodiscordans är en lavart som beskrevs av Hale. Parmelia neodiscordans ingår i släktet Parmelia och familjen Parmeliaceae.   Inga underarter finns listade i Catalogue of Life.